# Eduard Clasen
Eduard Clasen (* 17. April 1901 in Oldenswort; † 20. Juni 1985) war ein deutscher Politiker der SPD.

## Leben und Beruf
Nach dem Besuch der Volksschule absolvierte Clasen eine Gärtnerlehre. 1925 besuchte er die Heimvolkshochschule in Tinz (Thüringen). 1927/28 studierte er an der Akademie der Arbeit in Frankfurt am Main. Anschließend arbeitete er bei der Landkrankenkasse in Garding. Von 1930 bis 1933 war er Journalist bei verschiedenen sozialistischen Zeitungen. 1933 wurde er arbeitslos und verdingte sich zwischenzeitlich als Arbeiter im Tiefbau. Von 1937 bis 1942 war Clasen Sekretär einer Oberrealschule und danach Sachbearbeiter im Wohlfahrtsamt der Stadt Flensburg.

## Partei
Clasen gehörte seit 1923 der SPD an. Danker und Lehmann-Himmel charakterisieren ihn in ihrer Studie über das Verhalten und die Einstellungen der Schleswig-Holsteinischen Landtagsabgeordneten und Regierungsmitglieder der Nachkriegszeit in der NS-Zeit als Protagonisten der Arbeiterbewegung und daher als „oppositionell-gemeinschaftsfremd“.

## Abgeordneter
Clasen war von 1947 bis 1950 Abgeordneter im Landtag Schleswig-Holsteins.